# Казнь жирондистов
Казнь жирондистов — массовая казнь на гильотине, которая произошла в Париже 31 октября 1793 года, во время Великой французской революции. Был обезглавлен 21 жирондист, включая Жака-Пьера Бриссо и Пьера Виктюрниена Верньо.

## Список казнённых
- Жак-Пьер Бриссо
- Пьер Виктюрниен Верньо
- Арман Жансонне
- Клод Фоше
- Жан-Батист Буайе-Фонфред
- Дюшатель
- Агриколь Менвьель
- Жан-Франсуа Дюко
- Жан Дюпра
- Легарди
- Виже
- Гардьен
- Ласурс
- Антибуль
- Буало
- Шарль Дюфриш-Валазе
- Жак Лаказ
- Лестер-Бове
- Клод Ромен Лоз-Дюперре
- Жан-Луи Карра[1]
- Шарль Алексис Брюлар де Жанлис (Charles Alexis Brûlart de Genlis)

## В культуре
Казнь жирондистов описана в романах Марка Алданова («Девятое термидора») и Хилари Мантел («Сердце бури»).